# Gunnar Ander

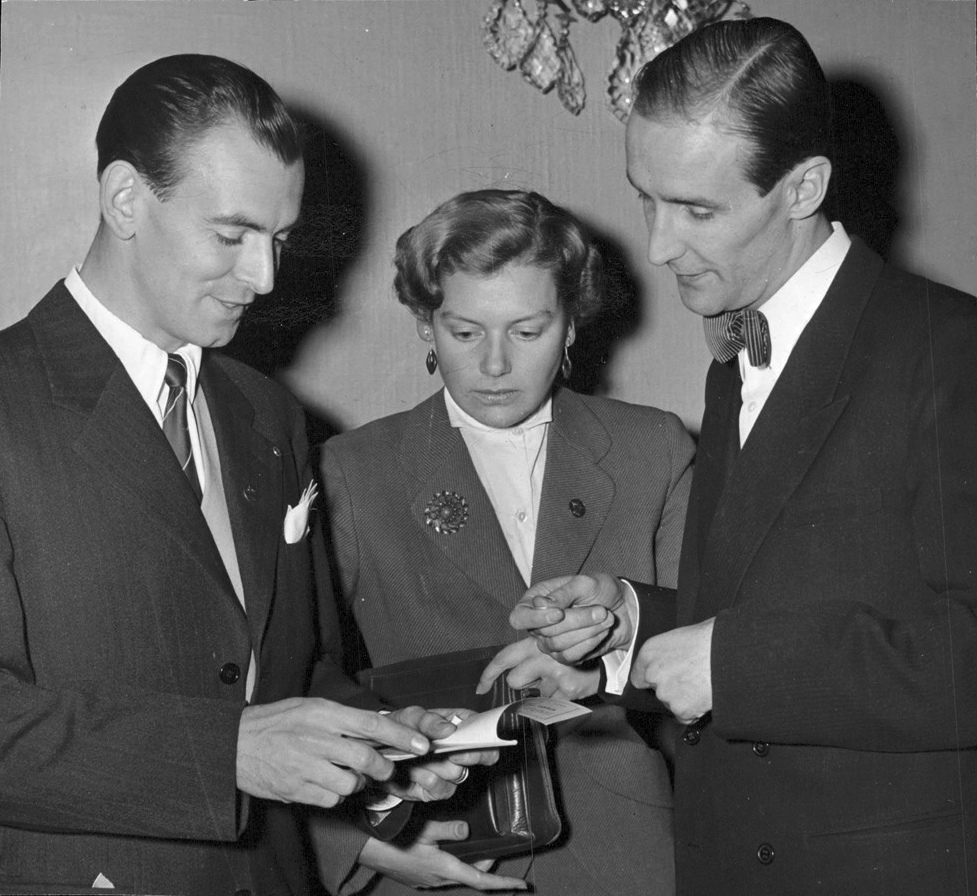
Gunnar Ander (till vänster) tillsammans med Margareta Anckarman och Bo Schyberg vid Stockholms läns högerförbunds höstkonferens 1953.

Gunnar Ander, född 1908, död 1976, var en svensk formgivare. Han arbetade i såväl glas som smide, mässing, nysilver och trä. 
Han designade glasföremål vid Lindshammars glasbruk fram till sin död. Han var också en mångårig medarbetare vid Ystad-Metall och formgav där nytto- och konstföremål i smide, mässing, nysilver med mera. Han var även en av de tongivande formgivarna vid Scandia Present AB. 